# Bobruška
Bobruška (Aplodontia rufa) je hlodavec z podřádu veverkočelistní (Sciuromorpha). Je jediným žijícím druhem rodu Aplodontia i čeledi bobruškovití. Vyskytuje se v podhorských oblastech při pacifickém pobřeží Severní Ameriky.
Jde o 30–45 cm dlouhého hnědo-šedě zbarveného zavalitého býložravce s velmi krátkým ocasem. Vzhledem připomíná menšího bobra, ale je mnohem víc příbuzný s veverkovitými. Je považován za nejprimitivnějšího hlodavce.

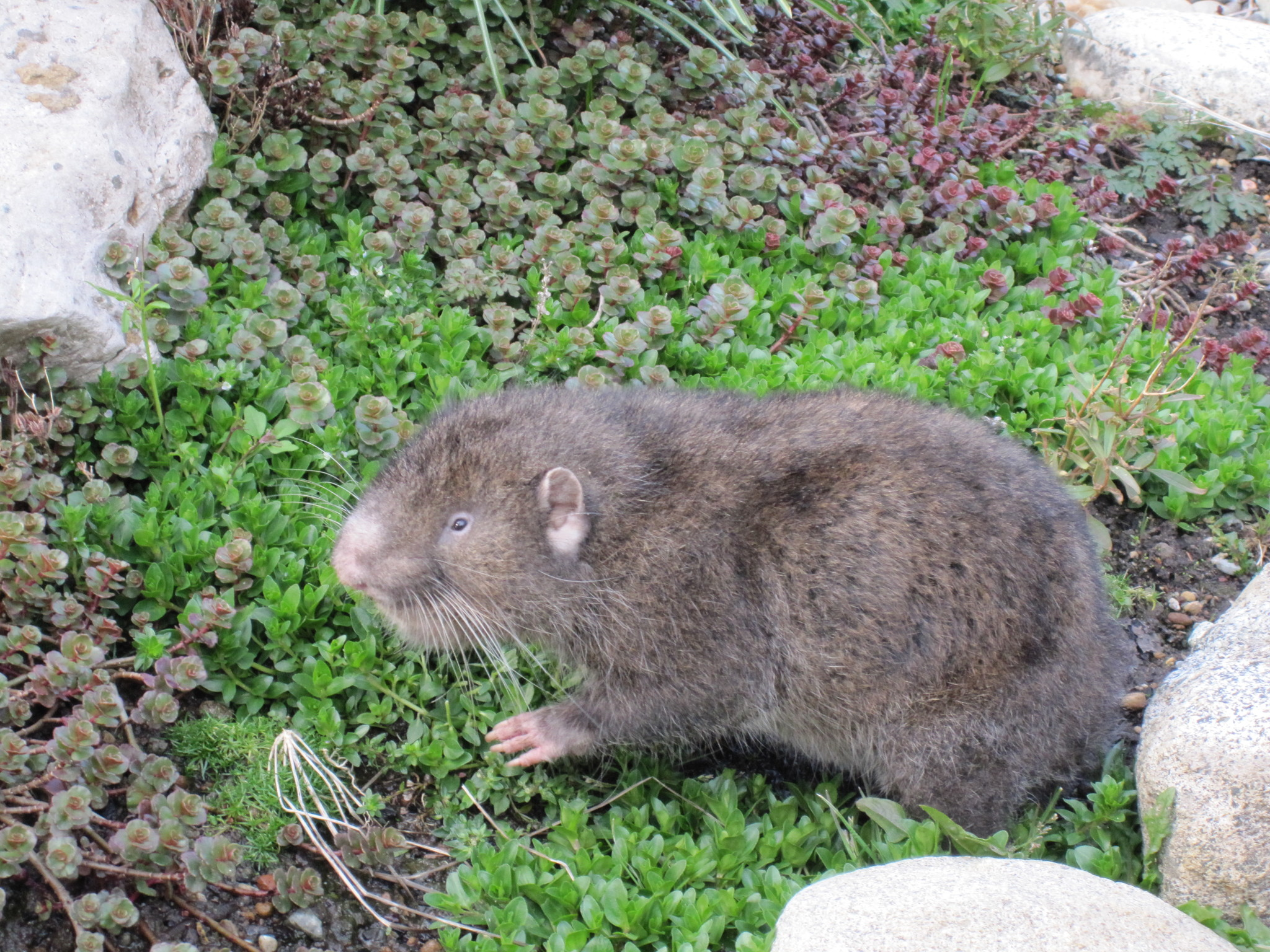
(Poulsbo, Washington, 2010)

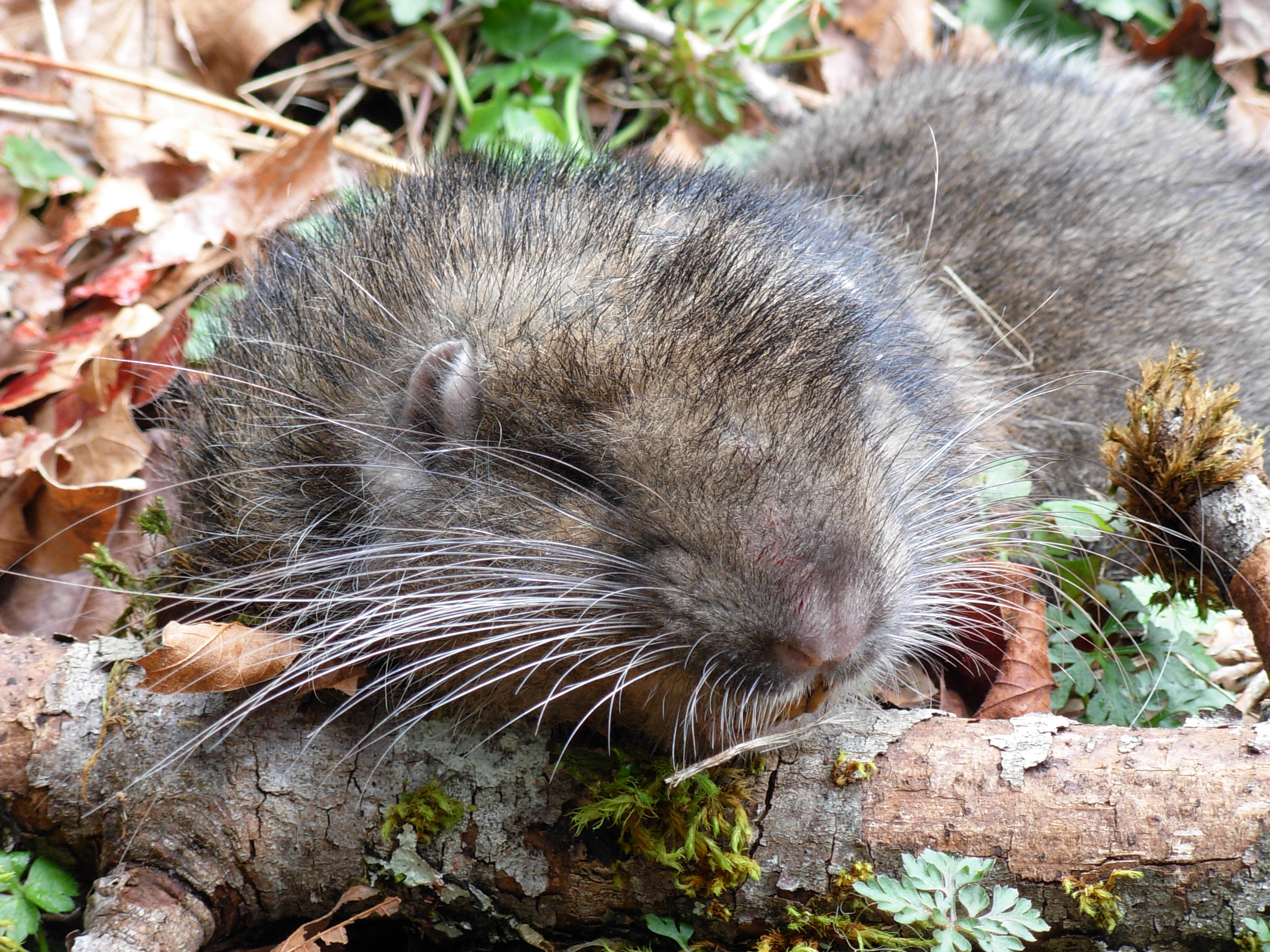
Ashford (Washington), Národní park Mount Rainier, 2011

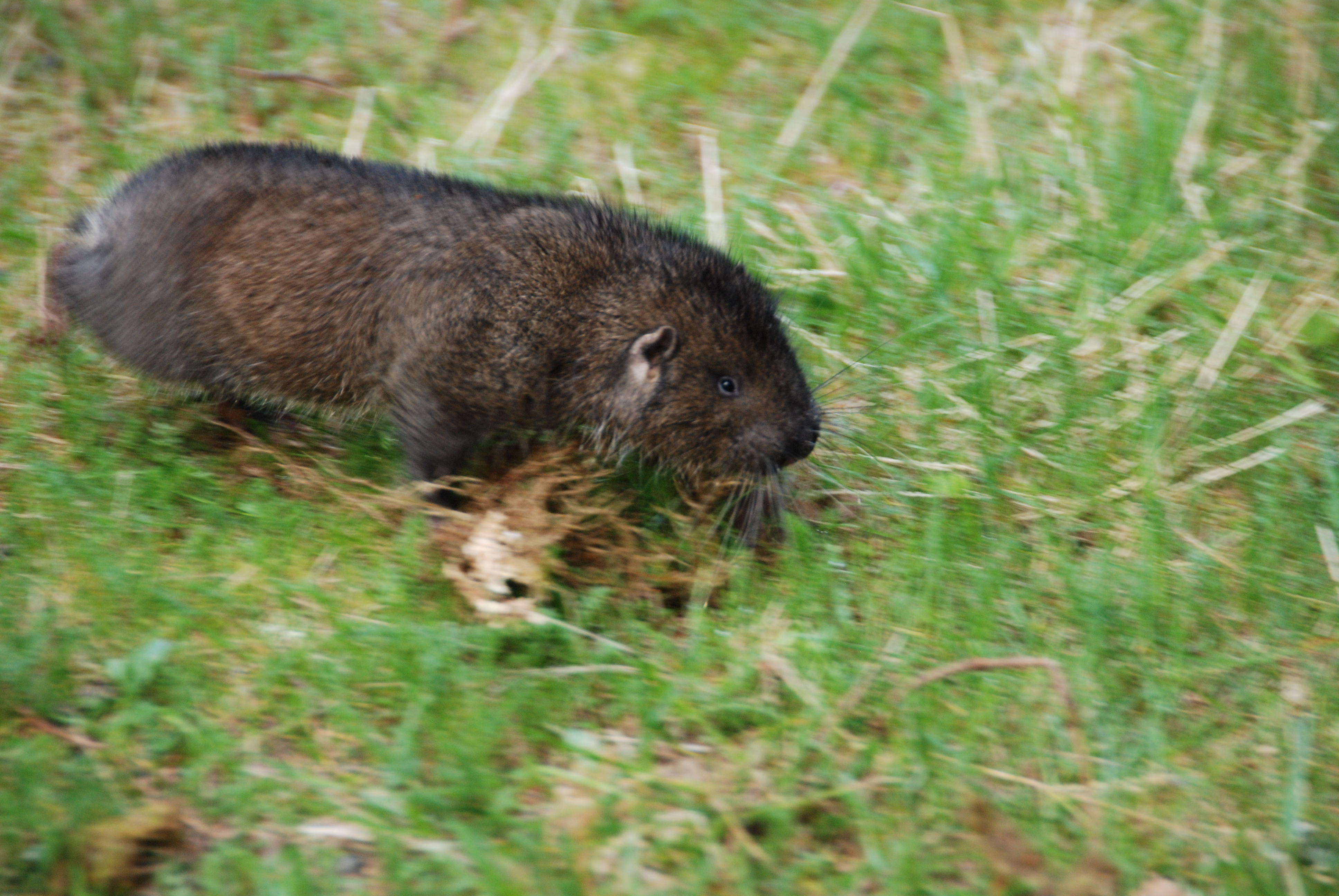
Olympijský národní park, 2012

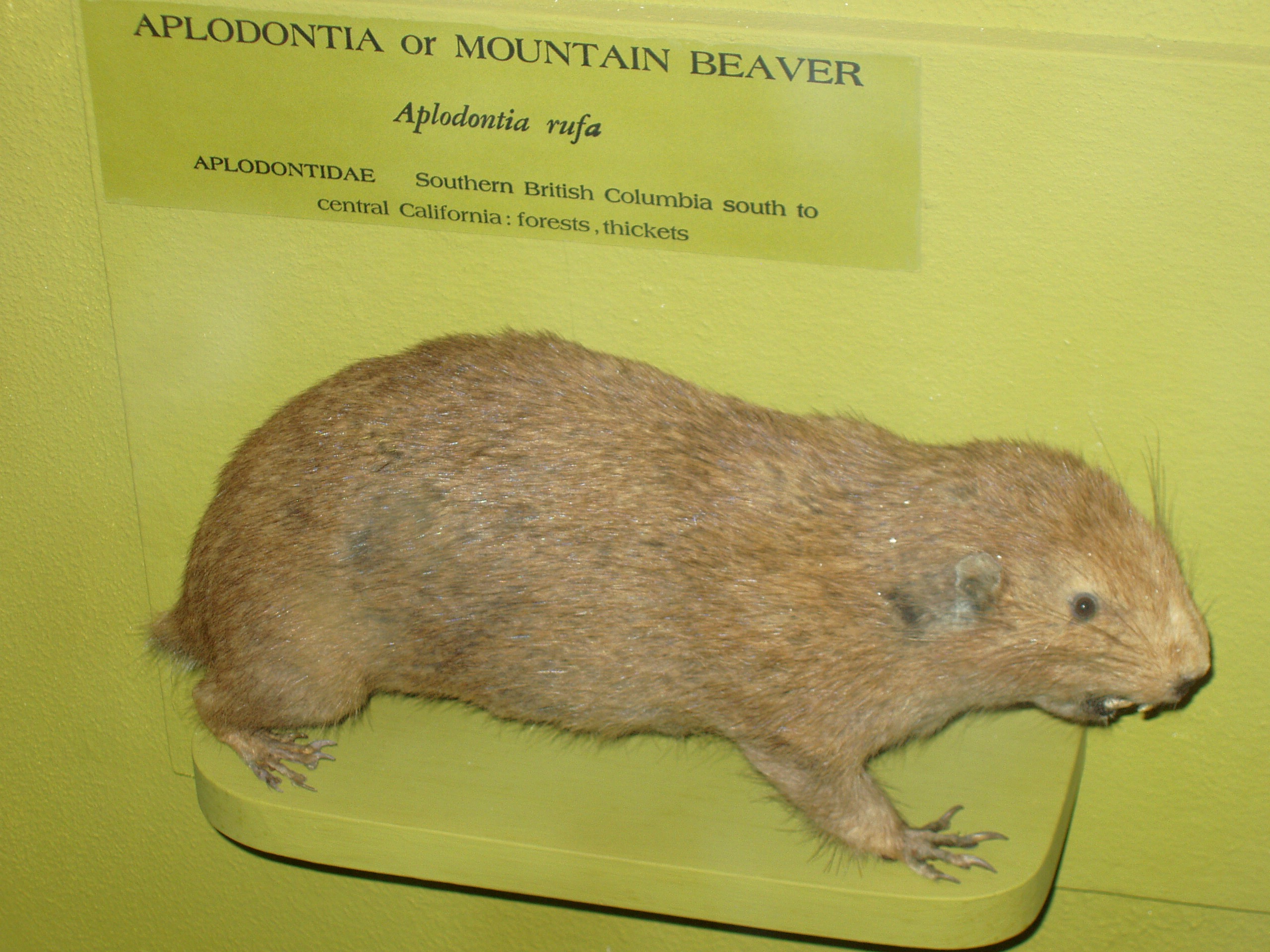
Preparovaný jedinec

Bobruškovití hlodavci (Aplodontidae) – předchůdci současného severoamerického druhu Aplodontia rufa – žili ve starších třetihorách hojně v celé Eurasii; jsou známí například v Číně a Mongolsku.

## Taxonomie
Jsou známy poddruhy:
- Aplodontia rufa rufa Rafinesque, 1817
- A. r. californica Peters, 1864 – bobruška rudá kalifornská
- A. r. humboldtiana Taylor, 1916
- A. r. nigra Taylor, 1914 – bobruška rudá černá
- A. r. pacifica Merriam, 1899
- A. r. phaea Merriam, 1899
- A. r. rainieri Merriam, 1899

Vědecké synonymum: Anisonyx rufa (Rafinesque, 1817)

### Mezitaxonové vztahy
Na bobrušce parazituje sametka bobrušková (Aplodontophila aplodontiae) z třídy pavoukovců.

## Výskyt
Žije na západě Severní Ameriky, od jižních částí kanadské Britské Kolumbie až po Sanfranciský záliv na jihu, kde se vyskytují dvě ostrůvkovité populace. Na východě zasahuje do pohoří Sierra Nevada.
Vytváří sedm poddruhů. Z nich Aplodontia rufa nigra je považován za ohrožený. Přibližně pouhých 100 jedinců v deseti populacích žije v okolí městečka Point Arena 150 km severozápadně od San Francisca. Poddruh A. rufa phaea žijící ostrůvkovitě u severního pobřeží Sanfranciského zálivu je klasifikován jako zranitelný; ostatní poddruhy jsou málo dotčené.
Zdržuje se především na zalesněných nebo hustě křovinatých místech kolem řek či jezer, často v oblastech s vyššími srážkami, kde je půda nasáklá vodou. Byla pozorována i ve výšce 2200 m n. m., ale většinou žije v mnohem nižších polohách.

## Vzhled
Bobruška je podsadité zvíře s krátkýma nohama. Dosahuje výšky asi 120 mm. Tělo je dlouhé 300–460 mm, ocas jen 10–40 mm. Dospělí jedinci mohou vážit až 1800 g, ale průměrná váha samců je 830 g a samic 770 g. Všechny končetiny mají pět prstů, které jsou na předních nohách relativně dlouhé – bobruška je používá k hrabání.
Má malé oči a mohutnou dolní čelist. V tlamě má celkem 22 zubů. Její zubní vzorec je
- 1.0.2.3
- 1.0.1.3

Srst je hustá a krátká, šedě hnědá, prorostlá tmavšími chlupy. Barva se však mění od načervenalé do černavé podle poddruhu. Mladší jedinci jsou zbarveni více do šeda. Samice mají šest bradavek.

## Způsob života
Bobrušky většinou žijí samotářsky a jen někdy se sdružují do společensky slabě vázaných kolonií. Populační hustotu zvířat uvádějí různí autoři rozdílně – od čtyř po dvacet jedinců na hektar.
V zemi si bobruška buduje systém mělkých nor, které jsou několik metrů dlouhé a mají průměr 10–25 cm. Nory vedou k hlavnímu hnízdu a několika spížím, které jsou využívány zejména v zimě, protože během ní neupadá bobruška do zimního spánku. (Nákres chodeb poddruhu Aplodontia rufa phaea viz CH. L. Camp.)
Bobruška konzumuje téměř jakoukoli rostlinnou potravu. Při hledání potravy se jen málokdy vzdaluje více než několik metrů od nory. Požírá všechny zelené části rostlin, obzvláště ráda má kapradiny. V zimě, když se k nim nemůže dostat, okousuje větvičky keřů a stromů i kůru. Není však příliš obratným lezcem, a proto se pohybuje jen v nižších partiích stromů (do 7 m nad zemí). Potravu hledá častěji v noci.
Během 24 hodin vykazuje 5–7 period aktivity, které střídá s odpočinkem v hnízdě. Aktivní může být v kteroukoli denní nebo noční dobu.

### Rozmnožování
Páří se v zimě od ledna do března. Mláďata se rodí po 28–30 dnech březosti obvykle od konce února do začátku dubna. Zajímavostí je, že všechny samice v konkrétní populaci dosahují ovulace každý rok ve stejnou dobu.
Samice bobrušky rodí 2–3 mláďata. Ta při narození váží 18–29,5 g a jsou kojena obvykle 8 týdnů. Oči se jim plně otevírají pozdě – někdy až po 50 dnech. Dospělosti dosahují v druhém roce života. Dožívají se věku 5–6 let.

## Ohrožení
Poddruhy Aplodontia rufa nigra a A. r. phaea jsou ohrožovány lesními požáry, pastvou hospodářských zvířat, expanzí cizokrajných druhů rostlin, opatřeními na hubení hlodavců, změnami přirozeného toku vodních toků, výstavbou silnic a sídlišť, kočkami a psy.

### Predace
Mezi predátory bobrušky patří především kojot, rys červený, kočka a pes.